# Georges le Dalmate
Georges le Dalmate (en it. Giorgio da Sebenico, en croate Juraj Dalmatinac), né vers 1410 à Zara et mort le 10 novembre 1475 à Sibenik, est un sculpteur et architecte médiéval dalmate. Il effectua l'essentiel de sa carrière à Šibenik (alors appelée Sebenico et dépendant de la république de Venise), et à Ancône, une république maritime italienne.

## Biographie
Georges le Dalmate est probablement né à Zara (aujourd'hui Zadar, en Croatie), qui dépendait alors de la république de Venise.
Il partit encore jeune pour Venise, où il reçut une formation de sculpteur dans l'atelier de Giovanni et Bartolomeo Bon,. Il fut assistant pour les décors de la Porta della Carta du palais des Doges. Une analyse comparée de ses premières œuvres donne à penser qu'il fit preuve très vite d'originalité, et qu'en dehors de détails architecturaux, il apprit peu de choses de ses maîtres ; très vite, il ne fut plus pour eux qu’un compagnon itinérant, voire un associé. À Venise il épousa Elisabetta Da Monte (fille d'un drapier vénitien, Gregorio da Monte), qui lui apporta en dot quelques maisons dans Venise.
En 1441, toujours résident de Venise, Georges fut rappelé à Šibenik où on lui confiait la construction de la cathédrale Saint-Jacques. Il partit à la fin du mois d'août, avec un engagement (stipulé par contrat par les curateurs de la cathédrale) de s'établir pour au moins six ans dans la ville. Mais dès le 1er septembre 1446, il acceptait de devenir l’architecte en chef moyennant une prorogation de son séjour à dix ans. On lui accordait la permission de retourner à Venise pour un séjour de deux mois tous les deux ans, à la condition cependant qu'il n'y travaille à aucun autre chantier que ses propres maisons. Finalement, il travaillera au chantier de la cathédrale de 1441 à 1473, avec des interruptions liées à la vie du chantier, aux manques de subsides et sans doute à un incendie. De 1451 à 1459, il résida à Ancône et ne revint que plus tard à Šibenik.
V. Miagostovich estime qu'il a dû mourir à Šibenik vers le 10 novembre 1475.

## Œuvres

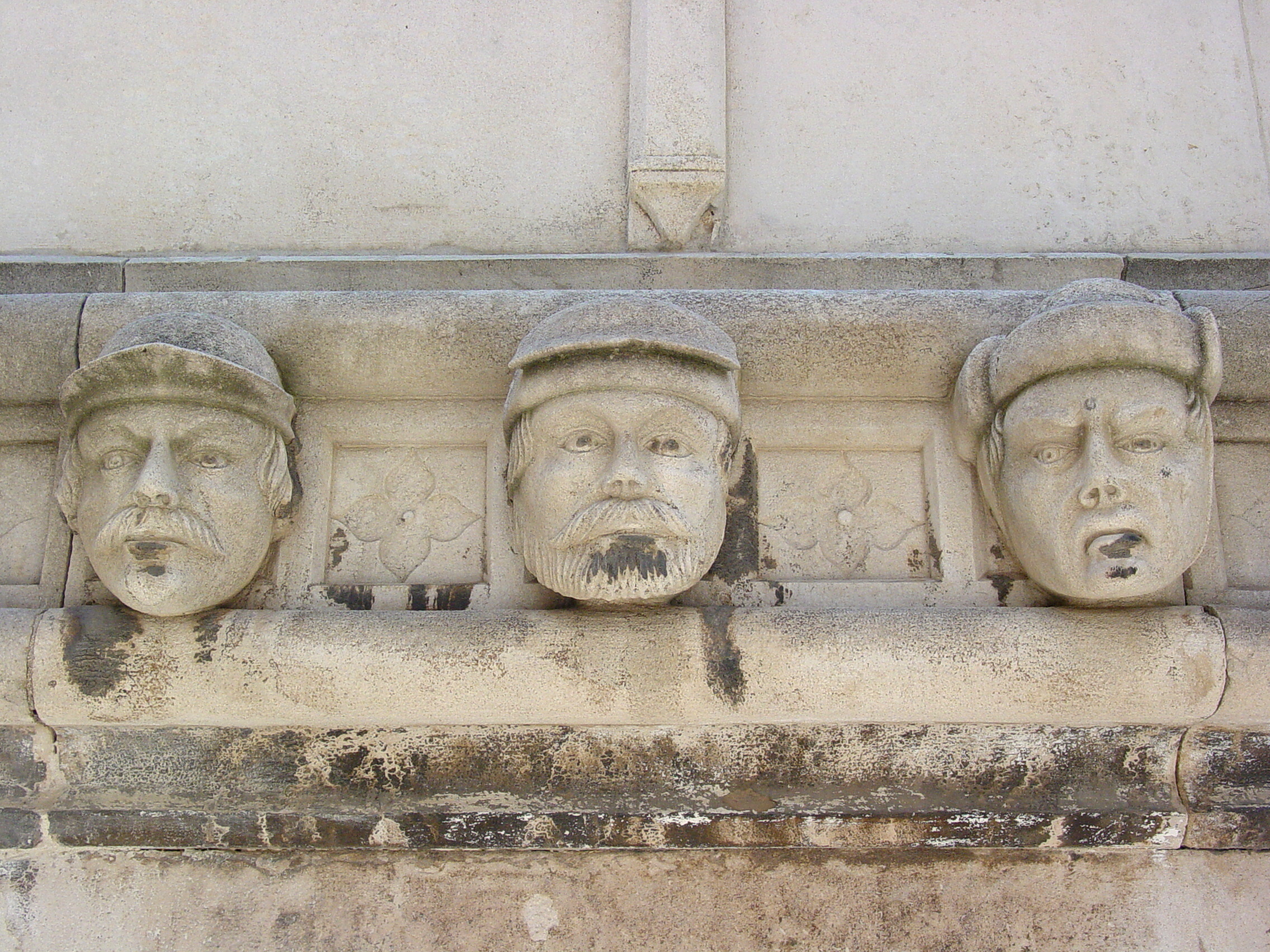
Têtes sculptées de la cathédrale Saint-Jacques de Šibenik - chef-d'œuvre de Georges le Dalmate.

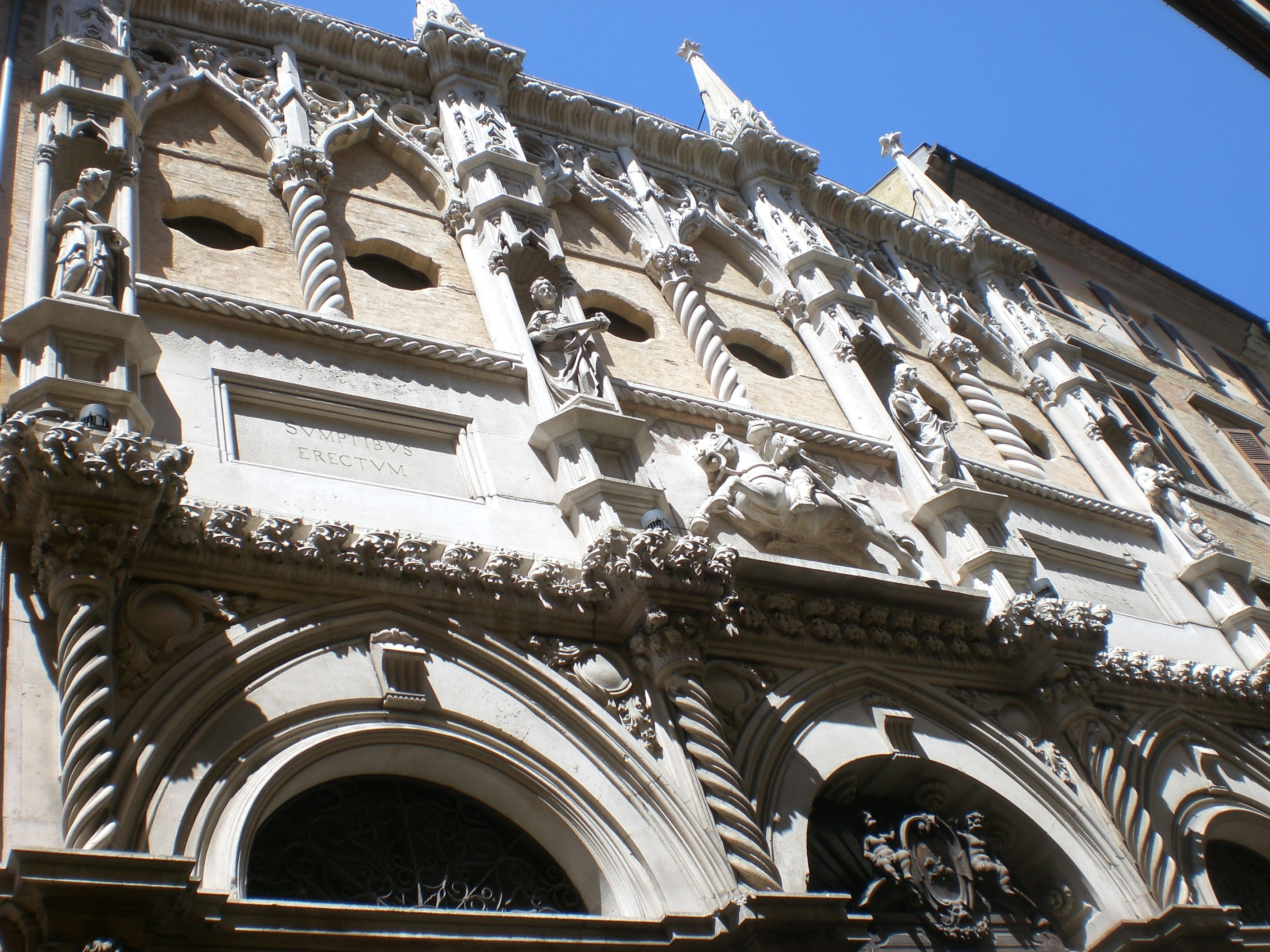
Loggia dei Mercanti, Ancône

Sa carrière coïncide avec l’âge d'or de l'art médiéval dalmate. Il fut l'un des hérauts de la « Renaissance Adriatique », mouvement qui s'exprima largement à Venise, en Dalmatie et dans quelques villes de la côte italienne adriatique, comme Ancône. La Renaissance, c'est-à-dire la redécouverte de l’art romain, s'est ici épanouie en continuité avec le gothique. C'est particulièrement le cas pour les ornements sculptés de Georges de Sibenik, qui se rattachent au style gothique flamboyant, alors que son architecture et ses sculptures sont profondément imprégnées des idées de la première Renaissance.
Sa plus belle réalisation reste la cathédrale Saint-Jacques de Šibenik dont il fut le maître d’œuvre entre 1441 et 1473. Tout l'édifice est construit en pierre calcaire d’Istrie, sans aucune charpente ni mortier. Les parois de la cathédrale comportent une frise continue ornée de 72 effigies sculptées. Au-dessus de cette frise, plus précisément sur le parement Nord, Georges a ajouté deux anges ; sur le soubassement, l’artiste a gravé sa signature. Les tours de force produits sur ce chantier, et qui ont assuré sa célébrité, sont la construction du chœur, dont les fondations n'avaient pas été prévues, l'érection et la couverture de la nef qui n'avait alors atteint que la hauteur des collatéraux, et la couverture de la croisée du transept d'une tour-lanterne ou d'une coupole.
Malheureusement, le manque d'argent et l'incendie retardèrent la construction et au 1er juillet 1477, un architecte toscan, Niccolò di Giovanni Fiorentino, prit sa succession à la tête du chantier de la cathédrale Saint-Jacques.
À Split il construisit plusieurs hôtels particuliers. En 1448, il sculpta un autel en pierre pour la cathédrale Saint-Domnius de Split. À Dubrovnik il participa à la réparation du palais ducal et de la forteresse de Minčeta (1464-1465). Il dressa également un plan d'urbanisme pour la ville de Pag et contribua à la conception et à la construction des remparts de Pelješac. Artiste polyvalent, le climat culturel et l’orientation de la Renaissance lui permettaient de mener de front une activité de sculpteur, d’architecte et d’urbaniste, .
En Italie, il fut actif à Ancône où il édifia la Loggia dei Mercanti, le portail de San Francesco alle Scale et de Sant'Agostino. L'étude chronologique de ces œuvres montre chez l'artiste une imprégnation croissante des motifs de l'architecture Renaissance, en résonance avec les autres régions d'Europe où la sophistication croissante donnait naissance au style Gothique flamboyant, appelé à Venise Gotico Fiorito.
La sculpture de Georges le Dalmate doit très peu de son inspiration au milieu vénitien. À vrai dire, les experts continuent de s'interroger sur ses sources d'inspiration.

## Controverse sur son nom

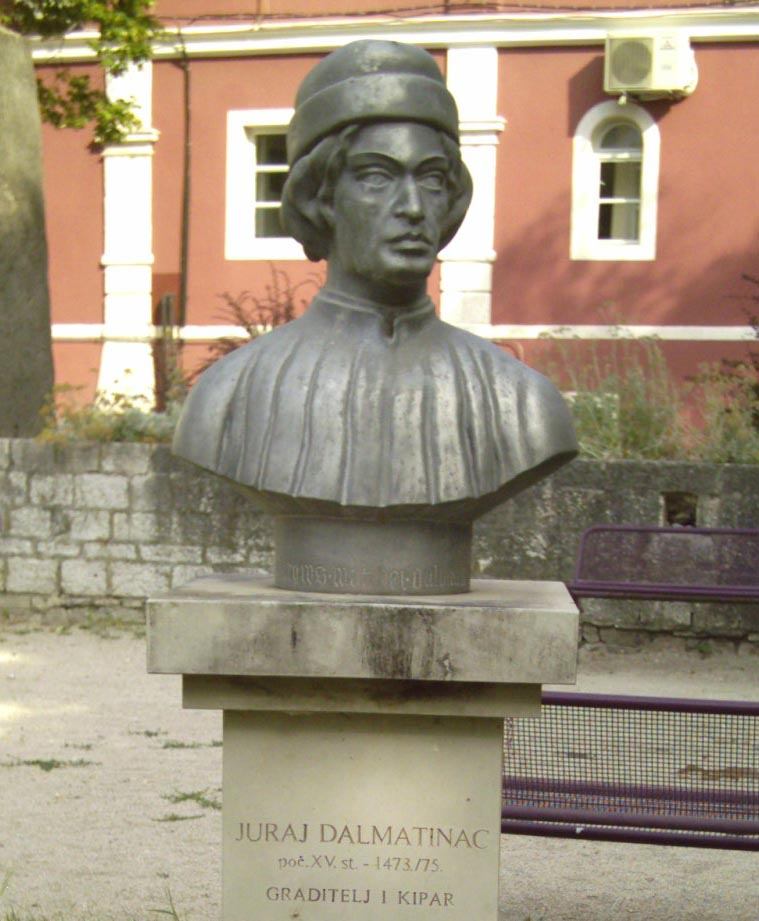
Buste de Georges le Dalmate à Zadar.

L’artiste dalmate apparaît fréquemment dans la littérature sous le nom italien de Giorgio da Sebenico, ou même parfois comme Giorgio Orsini,, particulièrement dans la littérature italienne. Desormais, on trouve plutôt Giorgio Dalmatico ou Georges le Dalmate. En Croatie, il est quelquefois connu sous le nom Serbo-croate de Juraj Matejev Dalmatinac. Le nom d’Orsini ne fut jamais employé par l’artiste, mais seulement par son fils, et uniquement après la mort de son père,,,
L’artiste a apposé sa signature en latin sur un bas-relief de l’abside nord de la Cathédrale Saint-Jacques : « hoc opus cuvarum fecit magister Georgius Mathaei Dalmaticus, », et sur son contrat de 1441 il signe : « Georgius lapicida quondam Mathei de Jadra Civis Sibenicenis » (trad. « Georges sculpteur, fils de Mathieu de Zadar, citoyen de Šibenik »). Ce sont là les seuls actes signés de l’artiste dalmate.